# 姜撫
姜抚（?—?），唐朝宋州（今河南省商丘市）人。
自称通晓仙人不死之术，隐居不出。唐玄宗开元末年，太常卿韦縚祭名山，借机访查隐士，回去告诉玄宗姜抚已经数百岁。玄宗把他召至东都，住在集贤院。他于是说：“服用常春藤，能使白发变黑，则可致长生。常春藤生长在太湖里的最好，终南山往往也有，不及太湖的。”玄宗派遣使者至太湖，多取常春藤以赐给朝中老臣。诏告天下，使人们自己寻找。宰相裴耀卿举觞祝寿皇帝千万岁，玄宗高兴，在花萼楼宴请群臣，取出百奁常春藤，遍赐群臣。擢升姜抚为银青光禄大夫，号冲和先生。姜抚又说：“终南山有旱藕，吃下去延年。”形状类似葛粉，玄宗派人作成汤饼赐大臣。右骁卫将军甘守诚能辨别药石，说：“常春藤是千岁藟。旱藕是杜蒙。方术家久久不用，姜抚改名来神化。民间以藤泡酒，饮者大多暴死。”于是停止服用。姜抚惭愧害怕，请求到牢山找药，于是逃走了。